# 小行星3044
小行星3044（3044 Saltykov）是一颗围绕太阳公转的小行星。1983年9月2日，納塔麗婭·維塔麗娜·梅特洛娃（Natalʹja Vitalʹevna Metlova）、尼古拉·埃菲莫維奇·庫羅奇金（Nikolaj Efimovič Kuročkin）在克里米亚发现了此天体。
該小行星以梅特洛娃的祖父尼基塔·薩爾季科夫（Nikita Saltykov）命名。
这颗小行星的绝对星等为69.68858等。